# غابرييل ماركوس
غابرييل ماركوس (بالإسبانية: Gabriel Markus)‏ مواليد 31 مارس 1970 في بوينس آيرس، هو لاعب كرة مضرب أرجنتيني سابق بدأ مسيرته كمحترف سنة 1989 وكان يلعب باليد اليمنى. أعلى تصنيف له في الفردي كان المركز الـ 36 في سنة 1992. أعلى تصنيف له في الزوجي كان المركز الـ 178 في سنة 1992.

## النهائيات

### الفردي: 2 (1–1)
| الحصيلة | الرقم | السنة | الدورة                          | الأرضية | المنافس في النهائي | النتيجة في النهائي |
| ------- | ----- | ----- | ------------------------------- | ------- | ------------------ | ------------------ |
| الفوز   | 1.    | 1992  | بطولة نيس المفتوحة للتنس, فرنسا | ترابية  | خافيير سانشيز      | 6–4, 6–4           |
| الوصافة | 1.    | 1994  | بيرمينجام, الولايات المتحدة     | ترابية  | جايسون ستولتنبرغ   | 3–6, 4–6           |

### الزوجي: 1 (1–0)
| الحصيلة | الرقم | السنة | الدورة           | الأرضية | الشريك   | المنافس في النهائي          | النتيجة في النهائي |
| ------- | ----- | ----- | ---------------- | ------- | -------- | --------------------------- | ------------------ |
| الفوز   | 1.    | 1992  | ماسايو, البرازيل | ترابية  | جون سوبل | ريكاردو أسولي ماورو مينيزيس | 6–4, 1–6, 7–5      |

## روابط خارجية
- غابرييل ماركوس على موقع رابطة محترفي التنس (الإنجليزية)
- غابرييل ماركوس على موقع الاتحاد الدولي لكرة المضرب (الإنجليزية)
- غابرييل ماركوس على موقع كأس ديفيز (الإنجليزية)
- غابرييل ماركوس على موقع خلاصة التنس.كوم (الإنجليزية)